# Mademoiselle Pagelle
Mademoiselle Pagelle, död 1774, var en fransk modedesigner.
Hon var tillhörde eliten av modeskaparna i Paris under sin samtid. Hon hade en butik i Paris, Trait Galant, och en kundkrets bland adliga och kungliga kretsar i Spanien och Frankrike. Bland hennes kunder nämns hertiginnan av Chartres, prinsessan de Conti, Marguerite Caron de Rancurel (mätress till Charles av Bourbon, greve av Charolais) och Madame du Barry. Hennes etablissemang beskrivs som respektabelt, vilket på den tiden var ovanligt som rykte betraktat eftersom modeateljéer vid denna tid - oavsett sanningshalt - ofta hade ett dåligt rykte. 
Hon är känd som mentor till Rose Bertin, som blev hennes lärling 1763, och hennes affärspartner då hon lyckades gå beställningen på brudutstyrseln till Louise Marie Adelaide av Bourbon, fram till att de avslutade kompanjonskapet 1770. Rose Bertin övertog en del kunder från Pagelle, och blev en svår konkurrent.  
Hon klädde Madame du Barry under dennas tid som officiell mätress. Mellan 1 oktober 1773 och 27 maj 1774 mottog hon enligt räkenskaperna order på 23,777 livres 19s. 6d. Vid denna tid var det dock vanligt för kunder ur aristokratin att inte betala sina skulder. År 1774 gjorde Pagelle en omtalad konkurs.  Madame du Barry övergick då till Le Sieur Beaulard och gick därefter även hon över till Rose Bertin. 